# 喬治·馬馬達什維利
喬治·馬馬達什維利（2000年9月29日—）格魯吉亞職業足球員，現效力於英超球隊利物浦及格魯吉亞國家足球隊，曾代表國家隊參加2024年歐洲足球錦標賽。

## 國家隊生涯
馬馬達什維利為21歲以下國家隊上場三次後，在2021年9月8日 4-1 擊敗保加利亞的友誼賽中，首次代表格魯吉亞國家隊出賽。